# BAE Orión (BI-91)
Le BAE Orión (BI-91) est un navire océanographique et hydrographique de la Marine équatorienne conçu pour la réalisation d'océanographie physique, de biologie marine, de géologie marine, de météorologie, d'environnement, de levés hydrographiques, de levés sismiques et d'échantillonnage de sédiments et de travaux d'aide à la navigation. Il est donc équipé de laboratoires de chimie, biologie, géophysique, hydrographie et océanographie.